# Heterogomphus
Heterogomphus är ett släkte av skalbaggar. Heterogomphus ingår i familjen Dynastidae.

## Bildgalleri

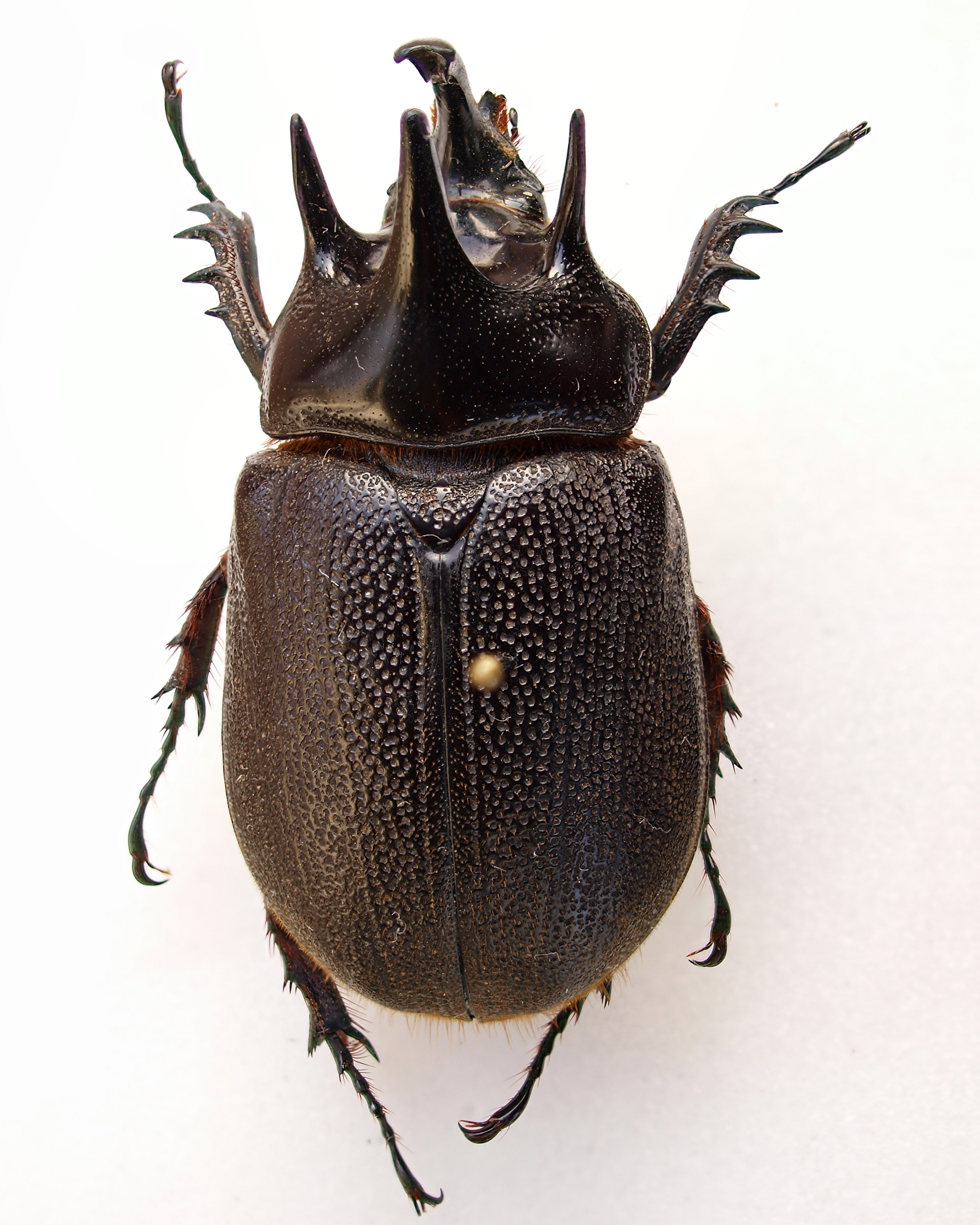
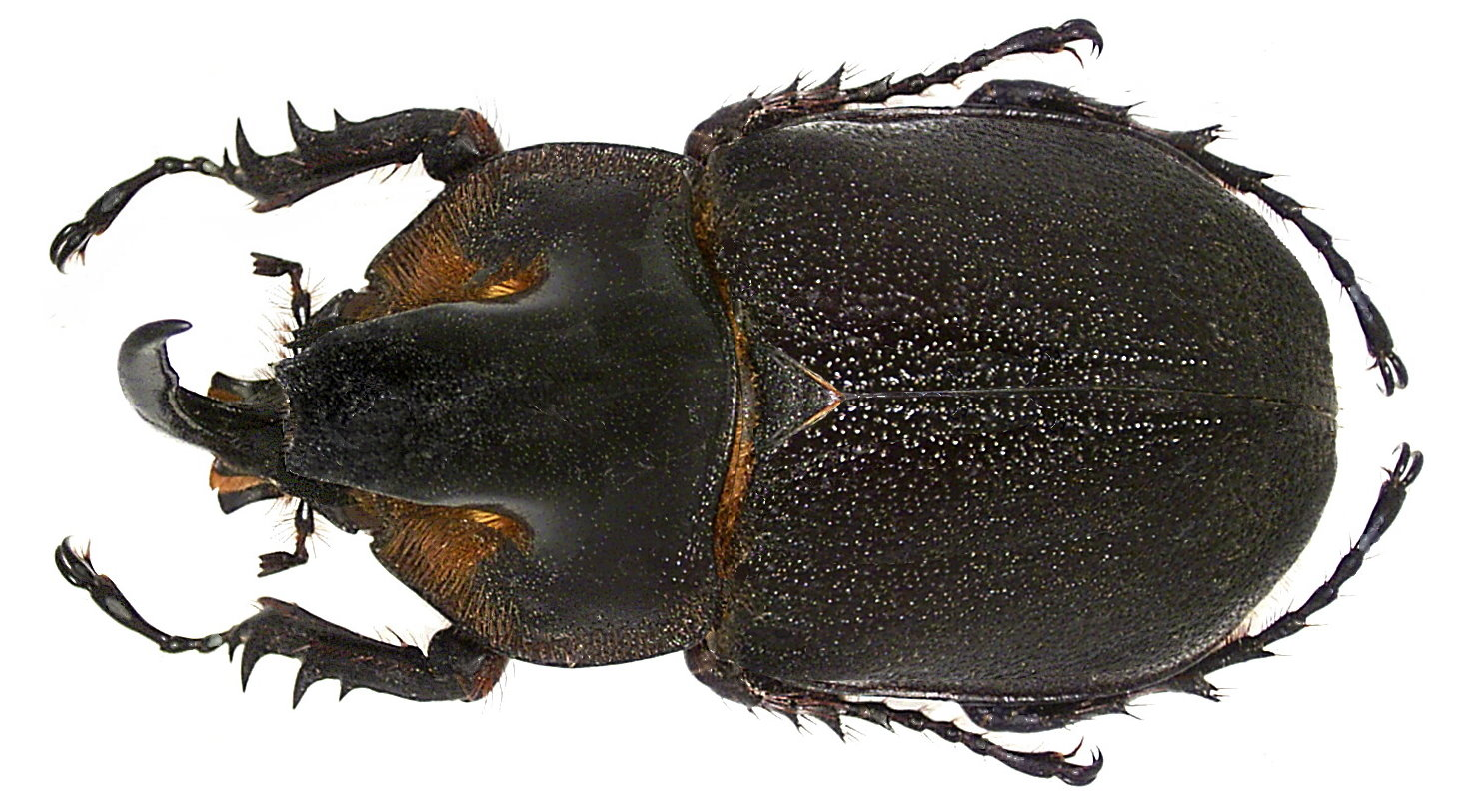
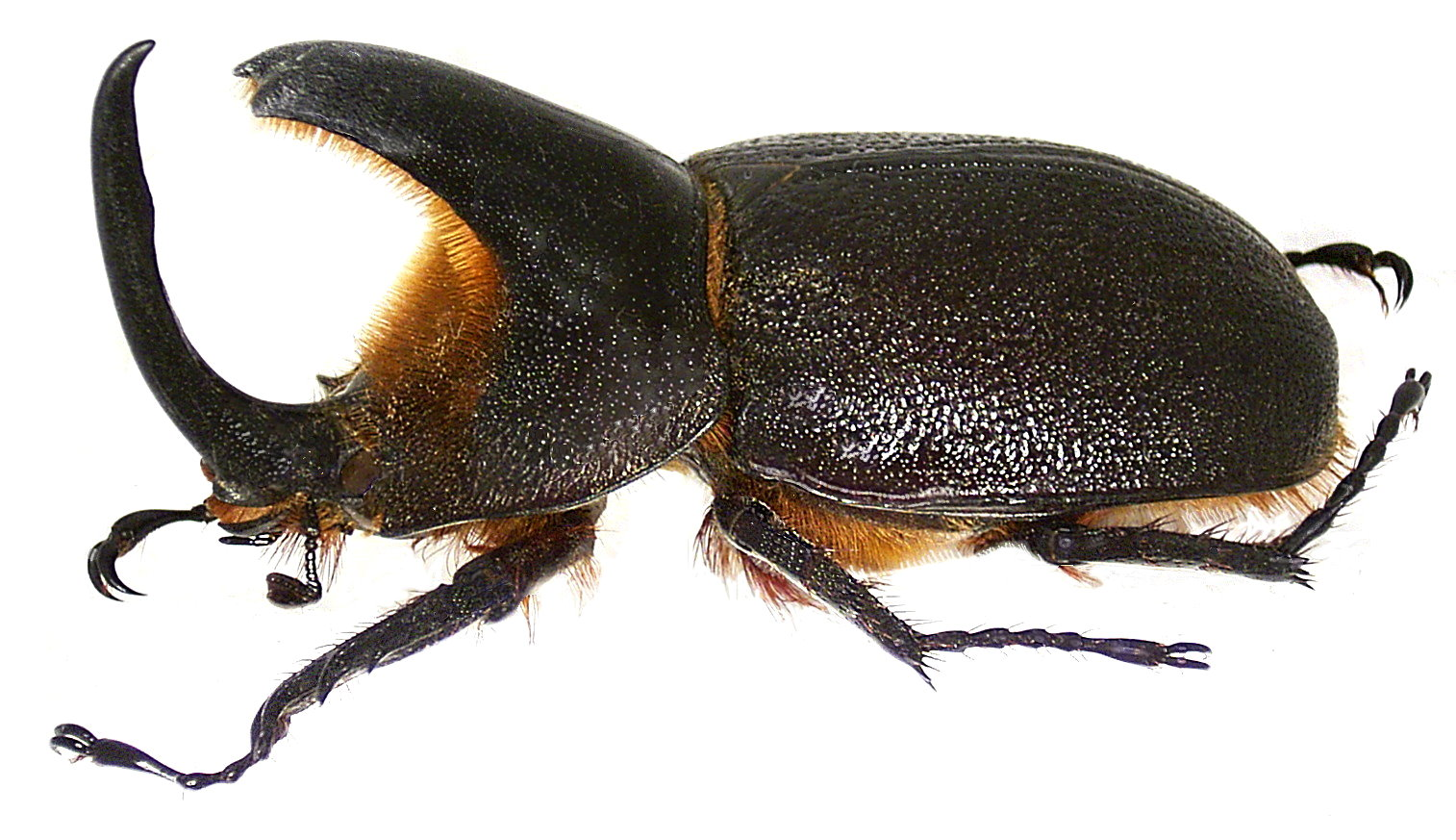

## Dottertaxa tillHeterogomphus, i alfabetisk ordning[1]
- Heterogomphus achilles
- Heterogomphus aequatorius
- Heterogomphus aidoneus
- Heterogomphus amphitryon
- Heterogomphus arrowi
- Heterogomphus bicuspis
- Heterogomphus binodosus
- Heterogomphus bispinosus
- Heterogomphus bourcieri
- Heterogomphus carayoni
- Heterogomphus castaneus
- Heterogomphus chevrolati
- Heterogomphus consanguineus
- Heterogomphus consors
- Heterogomphus coriaceus
- Heterogomphus cribricollis
- Heterogomphus curvicornis
- Heterogomphus dejeani
- Heterogomphus dilaticollis
- Heterogomphus effeminatus
- Heterogomphus flohri
- Heterogomphus hiekei
- Heterogomphus hirticollis
- Heterogomphus hirtus
- Heterogomphus hopei
- Heterogomphus inarmatus
- Heterogomphus incornutus
- Heterogomphus julus
- Heterogomphus laticollis
- Heterogomphus mirabilis
- Heterogomphus mniszechi
- Heterogomphus monotuberculatus
- Heterogomphus onorei
- Heterogomphus orsilochus
- Heterogomphus pauson
- Heterogomphus peruanus
- Heterogomphus pilosus
- Heterogomphus porioni
- Heterogomphus rubripennis
- Heterogomphus rugicollis
- Heterogomphus rugosus
- Heterogomphus schoenherri
- Heterogomphus telamon
- Heterogomphus thoas
- Heterogomphus ulysses